# Prima Categoria (1921/1922)
Prima Categoria 1921/1922 (z wł. Pierwsza Kategoria) – 21. edycja najwyższej w hierarchii klasy mistrzostw Włoch w piłce nożnej, organizowanych przez FIGC, które odbyły się od 2 października 1921 do 28 maja 1922. Mistrzem został Novese, zdobywając swój pierwszy tytuł. W sezonie rozegrano dwa równoległe turnieje, oryginalny w Prima Categoria organizowany przez FIGC oraz w Prima Divisione organizowany przez CCI, konfederację utworzoną przez najważniejsze włoskie kluby.

## Organizacja
24 lipca 1921 roku, podczas zgromadzenia na którym przedstawiono Projekt Pozzo, plan reformy mistrzostw, który przewidywał zmniejszenie mistrzostw Pierwszej Dywizji Północnej do zaledwie 24 uczestników w porównaniu z 64 uczestnikami mistrzostw sezonu 1920/21, jednak po głosowaniu plan nie został przyjęty; mniejsze kluby obawiały się, że znikną, jeśli taka obniżka zostanie wprowadzona. W proteście 24 największe włoskie kluby odłączyli się od FIGC, tworząc federację (CCI) i własne mistrzostwo Prima Divisione, znane również jako Torneo delle 24. Do konfederacji zapisało się wiele klubów, zwłaszcza ze środkowo-południowych Włoch, które do tej pory nigdy nie uczestniczyli w rozgrywkach na szczeblu federalnym. Do przejścia również skusiły obniżone składki członkowskie wymagane przez CCI, oraz oczekiwania klubów na radykalne zmiany zarówno w organizacji i zarządzaniu mistrzostw.
Liczba uczestników w turnieju północnym została zmniejszona z 64 do 50 drużyn, a turniej środkowo-południowy nie został organizowany ze względu na małą liczbę zgłoszonych drużyn. Kluby z Północnych Włoch podzielono na sześć grup regionalnych. Oprócz tego, grupy z Emilii-Romanii i Wenecji podzielony na 2 podgrupy, a grupa Lombardii na 4 podgrupy. Następnie najlepsze drużyny z podgrup zmagały się w turnieju finałowym regionu o awans do dalszych gier w półfinałach. Kwalifikację uzyskiwało po jednej drużynie z każdego regionu. Następnie zwycięzcy dwóch grup półfinałowych walczyli o tytuł mistrza Włoch (FIGC).

## Kluby startujące w sezonie

### Północne Włochy
Emilia-Romania
| Klub             | Miasto             | Stadion                          |
| ---------------- | ------------------ | -------------------------------- |
| Carpi            | Carpi              | Campo della chiesa di San Nicolò |
| Mantovana        | Mantua             | Campo Sportivo                   |
| Parma            | Parma              | Piazza d'armi                    |
| Piacenza         | Piacenza           | Stadio Comunale                  |
| Reggiana         | Reggio nell’Emilia | Stadio Mirabello                 |
| SPAL             | Ferrara            | Campo di Piazza d'Armi           |
| Virtus Bolognese | Bolonia            |                                  |

Liguria
| Klub               | Miasto                 | Stadion                       |
| ------------------ | ---------------------- | ----------------------------- |
| Giovani Calciatori | Bolzaneto, Genua       | Campo sportivo di Bolzaneto   |
| Rivarolese         | Rivarolo Ligure, Genua | Campo "Torbella"              |
| Sampierdarenese    | Sampierdarena, Genua   | Stadio di Villa Scassi        |
| Sestrese           | Sestri Ponente, Genua  | Campo sportivo di via Tripoli |
| Speranza           | Savona                 | Campo di piazza d'Armi        |
| Spes Genova        | Genua                  |                               |

Lombardia
| Klub             | Miasto        | Stadion                        |
| ---------------- | ------------- | ------------------------------ |
| Atalanta         | Bergamo       | Campo della Clementina         |
| Casteggio        | Casteggio     |                                |
| Chiasso          | Chiasso       | Campo di Mornello a Maslianico |
| Como             | Como          | Campo via dei Mille            |
| Cremonese        | Cremona       | Campo di via Persico           |
| Enotria Goliardo | Mediolan      | Campo di via Colletta          |
| Esperia Como     | Como          |                                |
| Juventus Italia  | Mediolan      | Campo del Bersaglio            |
| Libertas Milano  | Mediolan      | Campo di via Bersaglio         |
| Monza            | Monza         | Campo delle "Grazie Vecchie"   |
| Pavia            | Pawia         | Campo Velodromo                |
| Pro Patria       | Busto Arsizio | Stadium di via Valle Olona     |
| Saronno          | Saronno       | Campo di via Milano            |
| Stelvio          | Mediolan      | Campo di Via Candiani          |
| Trevigliese      | Treviglio     | Campo di via Milano            |
| Varese           | Varese        | Campo delle Bettole            |

Piemont
| Klub            | Miasto      | Stadion               |
| --------------- | ----------- | --------------------- |
| Biellese        | Biella      | Motovelodromo Lanzone |
| G.C. Cappuccini | Vercelli    |                       |
| Novese          | Novi Ligure |                       |
| Pastore         | Turyn       | Campo di Pozzo Strada |
| Torinese        | Turyn       |                       |
| Valenzana       | Valenza     | Campo delle Fornaci   |

Toskania
| Klub             | Miasto    | Stadion                         |
| ---------------- | --------- | ------------------------------- |
| Firenze          | Florencja | Prato del Quercione             |
| Libertas Firenze | Florencja | Parco delle Cascine             |
| Lucchese         | Lucca     | Campo sportivo "Campo di Marte" |
| Prato            | Prato     |                                 |
| Pro Livorno      | Livorno   | Campo del "Fungo"               |
| Viareggio        | Viareggio |                                 |

Wenecja
| Klub       | Miasto  | Stadion                            |
| ---------- | ------- | ---------------------------------- |
| Bentegodi  | Werona  | Stadio Marcantonio Bentegodi       |
| Legnaghese | Legnago | Stadio Mario Sandrini              |
| Petrarca   | Padwa   | Campo della Pensione Universitaria |
| Schio      | Schio   | Campo Pasubio                      |
| Treviso    | Treviso | Campo di Santa Maria del Rovere    |
| Udinese    | Udine   | Campo Polisportivo Moretti         |

## Preeliminacje

### Toskania
Gerbi Pisa – Viareggio 1:3

### Wenecja
Dolo – Treviso 1:5

## Kwalifikacje

### Emilia-Romania

#### Grupa A

##### Tabela
|    | Klub      | LM | Z | R | P | GZ | GS | +/- | Pkt. | Uwagi        |
| -- | --------- | -- | - | - | - | -- | -- | --- | ---- | ------------ |
| 1. | Piacenza  | 4  | 2 | 2 | 0 | 10 | 4  | +6  | 6    | Kwalifikacja |
| 2. | Parma     | 4  | 2 | 1 | 1 | 6  | 4  | +2  | 5    | Kwalifikacja |
| 3. | Mantovana | 4  | 0 | 1 | 3 | 3  | 11 | -8  | 1    |              |

##### Wyniki
| Gospodarz \ Gość | PAR | PIA | USM |
| ---------------- | --- | --- | --- |
| Parma            | —   | 2:2 | 2:0 |
| Piacenza         | 1:0 | —   | 5:0 |
| Mantovana        | 1:2 | 2:2 | —   |

#### Grupa B

##### Tabela
|    | Klub             | LM | Z | R | P | GZ | GS | +/- | Pkt. | Uwagi        |
| -- | ---------------- | -- | - | - | - | -- | -- | --- | ---- | ------------ |
| 1. | Virtus Bolognese | 6  | 2 | 3 | 1 | 8  | 4  | +4  | 7    | Kwalifikacja |
| 2. | SPAL             | 6  | 1 | 4 | 1 | 4  | 1  | +3  | 6    | Kwalifikacja |
| 2. | Carpi            | 6  | 2 | 2 | 2 | 5  | 4  | +1  | 6    |              |
| 4. | Reggiana         | 6  | 2 | 1 | 3 | 5  | 13 | -8  | 5    |              |

##### Wyniki
| Gospodarz \ Gość | CAR | REG | SPA | VIR |
| ---------------- | --- | --- | --- | --- |
| Carpi            | —   | 3:1 | 0:0 | 2:1 |
| Reggiana         | 1:0 | —   | 1:0 | 0:4 |
| SPAL             | 0:0 | 4:0 | —   | 0:0 |
| Virtus Bolognese | 1:0 | 2:2 | 0:0 | —   |

#### Runda finałowa

##### Tabela
|    | Klub             | LM | Z | R | P | GZ | GS | +/- | Pkt. | Uwagi        |
| -- | ---------------- | -- | - | - | - | -- | -- | --- | ---- | ------------ |
| 1. | SPAL             | 6  | 3 | 3 | 0 | 12 | 5  | +7  | 9    | Kwalifikacja |
| 2. | Virtus Bolognese | 6  | 3 | 2 | 1 | 10 | 5  | +5  | 8    |              |
| 3. | Parma            | 6  | 1 | 2 | 3 | 8  | 13 | -5  | 4    |              |
| 4. | Piacenza         | 6  | 1 | 1 | 4 | 7  | 14 | -7  | 3    |              |

##### Wyniki
| Gospodarz \ Gość | PAR | PIA | SPA | VIR |
| ---------------- | --- | --- | --- | --- |
| Parma            | —   | 4:1 | 2:2 | 2:2 |
| Piacenza         | 3:0 | —   | 2:2 | 1:2 |
| SPAL             | 2:0 | 4:0 | —   | 1:0 |
| Virtus Bolognese | 3:0 | 2:0 | 1:1 | —   |

#### Baraże o utrzymanie
22 stycznia, Reggio Emilia.
Reggiana – Mantovana 3:2
29 stycznia, Mantova.
Mantovana – Reggiana 9:2
Powtórka
5 lutego, Ferrara.
Reggiana – Mantovana 2:1 pd.

### Liguria

#### Tabela
|    | Klub               | LM | Z | R | P | GZ | GS | +/- | Pkt. | Uwagi        |
| -- | ------------------ | -- | - | - | - | -- | -- | --- | ---- | ------------ |
| 1. | Sampierdarenese    | 10 | 8 | 2 | 0 | 25 | 7  | +18 | 18   | Kwalifikacja |
| 2. | Speranza           | 10 | 5 | 2 | 3 | 17 | 17 | 0   | 12   |              |
| 3. | Rivarolese         | 10 | 4 | 2 | 4 | 13 | 13 | 0   | 10   |              |
| 4. | Sestrese           | 10 | 3 | 2 | 5 | 17 | 13 | +4  | 8    |              |
| 5. | Spes Genova        | 10 | 3 | 1 | 6 | 11 | 20 | -9  | 7    |              |
| 6. | Giovani Calciatori | 10 | 2 | 1 | 7 | 9  | 22 | -13 | 5    |              |

#### Wyniki
| Gospodarz \ Gość   | GCG | RIV | SAM | SES | SSA | SGE |
| ------------------ | --- | --- | --- | --- | --- | --- |
| Giovani Calciatori | —   | 0:2 | 1:4 | 0:5 | 1:2 | 3:0 |
| Rivarolese         | 1:0 | —   | 2:2 | 0:0 | 1:2 | 2:0 |
| Sampierdarenese    | 5:1 | 3:1 | —   | 1:0 | 2:0 | 2:1 |
| Sestrese           | 0:1 | 1:2 | 1:4 | —   | 5:0 | 2:4 |
| Speranza           | 2:1 | 4:2 | 0:0 | 1:1 | —   | 3:0 |
| Spes Genova        | 1:1 | 1:0 | 0:2 | 0:2 | 4:3 | —   |

### Lombardia

#### Grupa A

##### Tabela
|    | Klub    | LM | Z | R | P | GZ | GS | +/- | Pkt. | Uwagi        |
| -- | ------- | -- | - | - | - | -- | -- | --- | ---- | ------------ |
| 1. | Como    | 6  | 4 | 1 | 1 | 20 | 8  | +12 | 9    | Kwalifikacja |
| 2. | Chiasso | 6  | 2 | 4 | 0 | 11 | 5  | +6  | 8    |              |
| 3. | Saronno | 6  | 2 | 2 | 2 | 7  | 8  | -1  | 6    |              |
| 4. | Varese  | 6  | 0 | 1 | 5 | 7  | 24 | -17 | 1    |              |

##### Wyniki
| Gospodarz \ Gość | CHI | COM | SAR | VAR |
| ---------------- | --- | --- | --- | --- |
| Chiasso          | —   | 2:0 | 0:0 | 4:0 |
| Como             | 2:2 | —   | 4:1 | 7:2 |
| Saronno          | 1:1 | 0:1 | —   | 4:2 |
| Varese           | 2:2 | 1:6 | 0:1 | —   |

#### Grupa B

##### Tabela
|    | Klub        | LM | Z | R | P | GZ | GS | +/- | Pkt. | Uwagi        |
| -- | ----------- | -- | - | - | - | -- | -- | --- | ---- | ------------ |
| 1. | Cremonese   | 6  | 4 | 2 | 0 | 18 | 4  | +14 | 10   | Kwalifikacja |
| 2. | Trevigliese | 6  | 3 | 1 | 2 | 9  | 10 | -1  | 7    |              |
| 3. | Atalanta    | 6  | 3 | 0 | 3 | 9  | 14 | -5  | 6    |              |
| 4. | Stelvio     | 6  | 0 | 1 | 5 | 5  | 13 | -8  | 1    |              |

##### Wyniki
| Gospodarz \ Gość | ATA | CRE | STE | TRE |
| ---------------- | --- | --- | --- | --- |
| Atalanta         | —   | 1:2 | 3:2 | 3:2 |
| Cremonese        | 7:0 | —   | 1:1 | 5:2 |
| Stelvio          | 0:2 | 0:3 | —   | 1:2 |
| Trevigliese      | 1:0 | 0:0 | 2:1 | —   |

#### Grupa C

##### Tabela
|    | Klub             | LM | Z | R | P | GZ | GS | +/- | Pkt. | Uwagi        |
| -- | ---------------- | -- | - | - | - | -- | -- | --- | ---- | ------------ |
| 1. | Enotria Goliardo | 6  | 4 | 2 | 0 | 12 | 7  | +5  | 10   | Kwalifikacja |
| 2. | Monza            | 6  | 2 | 1 | 3 | 10 | 11 | -1  | 5    |              |
| 2. | Juventus Italia  | 6  | 2 | 1 | 3 | 9  | 12 | -3  | 5    |              |
| 4. | Casteggio        | 6  | 2 | 0 | 4 | 8  | 9  | -1  | 4    |              |

##### Wyniki
| Gospodarz \ Gość | CAS | ENO | JUV | MON |
| ---------------- | --- | --- | --- | --- |
| Casteggio        | —   | 0:2 | 1:0 | 4:1 |
| Enotria Goliardo | 3:2 | —   | 1:0 | 1:1 |
| Juventus Italia  | 2:1 | 3:3 | —   | 1:0 |
| Monza            | 1:0 | 1:2 | 6:3 | —   |

#### Grupa D

##### Tabela
|    | Klub            | LM | Z | R | P | GZ | GS | +/- | Pkt. | Uwagi        |
| -- | --------------- | -- | - | - | - | -- | -- | --- | ---- | ------------ |
| 1. | Esperia Como    | 6  | 3 | 1 | 2 | 8  | 4  | +4  | 7    | Kwalifikacja |
| 2. | Pavia           | 6  | 2 | 2 | 2 | 6  | 6  | 0   | 6    |              |
| 2. | Pro Patria      | 6  | 2 | 2 | 2 | 5  | 7  | -2  | 6    |              |
| 4. | Libertas Milano | 6  | 2 | 1 | 3 | 5  | 7  | -2  | 5    |              |

##### Wyniki
| Gospodarz \ Gość | ESP | LIB | PAV | PRO |
| ---------------- | --- | --- | --- | --- |
| Esperia Como     | —   | 1:0 | 2:0 | 4:1 |
| Libertas Milano  | 2:1 | —   | 1:1 | 0:2 |
| Pavia            | 1:0 | 1:2 | —   | 2:0 |
| Pro Patria       | 0:0 | 1:0 | 1:1 | —   |

#### Runda finałowa

##### Tabela
|    | Klub             | LM | Z | R | P | GZ | GS | +/- | Pkt. | Uwagi        |
| -- | ---------------- | -- | - | - | - | -- | -- | --- | ---- | ------------ |
| 1. | Esperia Como     | 6  | 4 | 1 | 1 | 11 | 6  | +5  | 9    | Kwalifikacja |
| 2. | Cremonese        | 6  | 3 | 0 | 3 | 12 | 9  | +3  | 6    |              |
| 3. | Como             | 6  | 2 | 1 | 3 | 7  | 8  | -1  | 5    |              |
| 4. | Enotria Goliardo | 6  | 2 | 0 | 4 | 6  | 13 | -7  | 4    |              |

##### Wyniki
| Gospodarz \ Gość | COM | CRE | ENO | ESP |
| ---------------- | --- | --- | --- | --- |
| Como             | —   | 2:0 | 4:1 | 0:3 |
| Cremonese        | 2:0 | —   | 3:0 | 6:3 |
| Enotria Goliardo | 2:1 | 3:1 | —   | 0:2 |
| Esperia Como     | 0:0 | 1:0 | 2:0 | —   |

### Piemont

#### Tabela
|    | Klub            | LM | Z | R | P | GZ | GS | +/- | Pkt. | Uwagi        |
| -- | --------------- | -- | - | - | - | -- | -- | --- | ---- | ------------ |
| 1. | Novese          | 8  | 6 | 2 | 0 | 18 | 1  | +17 | 14   | Kwalifikacja |
| 2. | Torinese        | 8  | 3 | 3 | 2 | 7  | 9  | -2  | 9    |              |
| 3. | Pastore         | 8  | 2 | 4 | 2 | 7  | 10 | -3  | 8    |              |
| 4. | Valenzana       | 8  | 2 | 1 | 5 | 8  | 12 | -4  | 5    |              |
| 5. | G.C. Cappuccini | 8  | 1 | 2 | 5 | 6  | 14 | -8  | 4    |              |
| -- | Biellese        | -  | - | - | - | -  | -  | -   | -    |              |

#### Wyniki
| Gospodarz \ Gość | GCC | NOV | PAS | UST | VAL |
| ---------------- | --- | --- | --- | --- | --- |
| G.C. Cappuccini  | —   | 0:2 | 2:2 | 1:1 | 2:0 |
| Novese           | 2:0 | —   | 4:0 | 2:0 | 1:0 |
| Pastore          | 1:0 | 0:0 | —   | 0:0 | 3:2 |
| Torinese         | 3:0 | 0:6 | 0:0 | —   | 2:0 |
| Valenzana        | 3:1 | 1:1 | 2:1 | 0:1 | —   |

### Toskania

#### Tabela
|    | Klub             | LM | Z | R | P | GZ | GS | +/- | Pkt. | Uwagi        |
| -- | ---------------- | -- | - | - | - | -- | -- | --- | ---- | ------------ |
| 1. | Pro Livorno      | 10 | 7 | 1 | 2 | 22 | 8  | +14 | 15   | Kwalifikacja |
| 2. | Lucchese         | 10 | 5 | 3 | 2 | 25 | 10 | +15 | 13   |              |
| 3. | Libertas Firenze | 10 | 5 | 2 | 3 | 11 | 16 | -5  | 12   |              |
| 4. | Viareggio        | 10 | 5 | 1 | 4 | 18 | 16 | +2  | 11   |              |
| 5. | Prato            | 10 | 1 | 3 | 6 | 10 | 18 | -8  | 5    |              |
| 6. | Firenze          | 10 | 1 | 2 | 7 | 6  | 24 | -18 | 4    |              |

#### Wyniki
| Gospodarz \ Gość | CSF | LIB | LUC | PRA | PRO | VIA |
| ---------------- | --- | --- | --- | --- | --- | --- |
| Firenze          | —   | 0:1 | 1:1 | 2:1 | 1:1 | 1:2 |
| Libertas Firenze | 2:0 | —   | 0:0 | 1:1 | 1:0 | 2:0 |
| Lucchese         | 8:0 | 6:0 | —   | 1:0 | 4:2 | 2:0 |
| Prato            | 3:0 | 0:3 | 1:1 | —   | 0:2 | 1:3 |
| Pro Livorno      | 2:0 | 6:0 | 2:0 | 3:1 | —   | 3:1 |
| Viareggio        | 3:1 | 3:1 | 4:2 | 2:2 | 0:1 | —   |

### Wenecja

#### Tabela
|    | Klub       | LM | Z | R | P | GZ | GS | +/- | Pkt. | Uwagi        |
| -- | ---------- | -- | - | - | - | -- | -- | --- | ---- | ------------ |
| 1. | Petrarca   | 10 | 6 | 2 | 2 | 19 | 14 | +5  | 14   | Kwalifikacja |
| 2. | Udinese    | 10 | 4 | 4 | 2 | 17 | 8  | +11 | 12   |              |
| 3. | Bentegodi  | 10 | 3 | 3 | 4 | 24 | 17 | +7  | 9    |              |
| 3. | Treviso    | 10 | 3 | 3 | 4 | 10 | 19 | -9  | 9    |              |
| 5. | Legnaghese | 10 | 2 | 4 | 4 | 11 | 15 | -4  | 8    |              |
| 5. | Schio      | 10 | 2 | 4 | 4 | 12 | 20 | -8  | 8    |              |

#### Wyniki
| Gospodarz \ Gość | BEN | LEG | PET | SCH | TRE | UDI |
| ---------------- | --- | --- | --- | --- | --- | --- |
| Bentegodi        | —   | 1:2 | 1:1 | 3:1 | 8:1 | 0:3 |
| Legnaghese       | 3:2 | —   | 1:2 | 2:2 | 1:2 | 0:0 |
| Petrarca         | 3:2 | 2:0 | —   | 5:2 | 2:0 | 2:1 |
| Schio            | 0:4 | 1:1 | 2:1 | —   | 2:1 | 1:1 |
| Treviso          | 1:1 | 1:1 | 0:0 | 2:1 | —   | 2:1 |
| Udinese          | 2:2 | 2:0 | 5:1 | 0:0 | 2:0 | —   |

## Półfinały

### Grupa A

#### Tabela
|    | Klub        | LM | Z | R | P | GZ | GS | +/- | Pkt. | Uwagi        |
| -- | ----------- | -- | - | - | - | -- | -- | --- | ---- | ------------ |
| 1. | Novese      | 4  | 3 | 1 | 0 | 12 | 4  | +8  | 7    | Kwalifikacja |
| 2. | Petrarca    | 4  | 1 | 2 | 1 | 5  | 5  | 0   | 4    |              |
| 3. | Pro Livorno | 4  | 0 | 1 | 3 | 3  | 11 | -8  | 1    |              |

#### Wyniki
| Gospodarz \ Gość | NOV | PET | PRO |
| ---------------- | --- | --- | --- |
| Novese           | —   | 1:1 | 3:0 |
| Petrarca         | 1:3 | —   | 1:1 |
| Pro Livorno      | 2:5 | 0:2 | —   |

### Grupa B

#### Tabela
|    | Klub            | LM | Z | R | P | GZ | GS | +/- | Pkt. | Uwagi        |
| -- | --------------- | -- | - | - | - | -- | -- | --- | ---- | ------------ |
| 1. | Sampierdarenese | 4  | 2 | 1 | 1 | 4  | 3  | +1  | 5    | KWalifikacja |
| 1. | SPAL            | 4  | 2 | 1 | 1 | 8  | 7  | +1  | 5    |              |
| 3. | Esperia Como    | 4  | 0 | 2 | 2 | 6  | 8  | -2  | 2    |              |

#### Wyniki
| Gospodarz \ Gość | ESP | SAM | SPA |
| ---------------- | --- | --- | --- |
| Esperia Como     | —   | 1:1 | 2:2 |
| Sampierdarenese  | 1:0 | —   | 2:0 |
| SPAL             | 4:3 | 2:0 | —   |

#### Baraże
30 kwietnia, Mediolan.
Sampierdarenese – SPAL 2:1 pd.

## Finał
7 maja 1922, Sampierdarena
Sampierdarenese – Novese 0:0
14 maja 1922, Novi Ligure
Novese – Sampierdarenese 0:0
Powtórka
28 maja 1922, Cremona
Novese – Sampierdarenese 2:1 pd.
Skład mistrzów: Silvio Stritzel, Luigi Vercelli, Gaetano Grippi, Emilio Bonato, Leonida Bertucci, Mario Toselli, Carletto Gambarotta, Ettore Neri, Luigi Cevenini III, Aristodemo Santamaria I, Giuseppe Asti.